# Бирюсинцы
Бирюсинцы (хак. пӱрӱс) — субэтническая группа хакасов, часть сагайцев. Основу бирюсинцев составили родоплеменную группу кыштымов, зависимых от енисейских кыргызов. Проживали в подтаёжной местности Кузнецкого Алатау в бассейне pp. Мрассу, Кондома. Антропологически принадлежат уральской расе. Рядом исследователей считаются «виновниками» переселения мадьяр из Азии в Центральную Европу.
До XVIII века значительная часть населения, входившая в Алтырский улус, занималась металлургией и изготовлением различных видов вооружения и предметов быта для населения Южной Сибири и Центральной Азии. После присоединения к России власти запретили традиционное кузнечное дело, вследствие чего местное население вынуждено были перейти на другие формы хозяйства. В XVIII веке бирюсинцы вобрали в себя множество беженцев из кыргызских улусов, скрывавшихся от русского завоевания. В результате проведения границ Томской и Енисейской губерний в XIX века бирюсинцы оказались разделены на две группы. Одна часть приняла участие в сложении хакасского этноса, другая — шорского. Название многих сеоков связаны с местами былых расселений. В 1822 году бирюсинцы вошли в состав Сагайской степной думы и в течение XIX века полностью слились с сагайцами.